# Francesc de Paula Capella i Sabadell
Francesc de Paula Capella i Sabadell   (Barcelona, 1823 - Barcelona, 1901) va ser un escriptor costumista català en llengua castellana i catalana.
El 1922 se li va dedicar un carrer a Barcelona.

## Biografia
Fill del comerciant Pau Capella i Cucurella i Jacinta Sabadell i Permanyer, (vegeu casa Pau Capella), va ser empresari xocolater i hisendat, germà del comerciant i navilier Timoteu Capella i Sabadell. Es va casar amb Jacinta Miret, amb qui va tenir l'escriptor Jacint Maria Capella i Miret, pare del també escriptor Jacint Capella i Feliu.
Va escriure nombroses narracions religioses i populars amb l'objectiu de moralitzar deleitant. Va col·laborar al fulletó de diaris carlins com El Correo Catalán i El Siglo Futuro, així com a la revista catòlica La Hormiga de Oro. De conviccions catòliques i tradicionalistes, el 1888 es va adherir al partit integrista liderat per Ramón Nocedal i va escriure per al Diario Catalán, però es va separar d'aquesta agrupació política el 1893 i es va fer catalanista.
A partir de la dècada del 1890 va començar a escriure en català per a La Veu del Montserrat i La Renaixensa amb llegendes, tradicions i narracions costumistes. Va cultivar així mateix el teatre històric.

Josep Poch i Noguer el va descriure en els termes següents: 
| « | Fué Francisco de Paula Capella el narrador cuya imaginación superó indudablemente a la del propio Víctor Balaguer, cuyo simplicismo y elegancia en el relato subyugó a toda la generación de su época, cuya inspiración, al exponer en forma novelada la historia, la leyenda, la tradición, las costumbres de Barcelona antigua, en una palabra, no ha sido entre los nuestros por nadie superada. Sus personajes son de carne y hueso, como resucitados de pretéritos tiempos y transportados por artes mágicas a nuestros días, y la visión de los lugares, el ambiente de las épocas, son tan exactos, que el lector, subyugado, se siente retrotraído a aquellas fechas en las que la nobleza catalana rompía lanzas en torneos junto a las arenas de Santa María, en que, para escarmiento de malsines y rufianes, se marcaban las espaldas y azotaba el verdugo «Boria avall». | » |

Algunes de les seves obres van ser traduïdes a l'anglès i publicades el 1892 sota el títol Tales and Legends of the Middle Ages.

## Obres

### En castellà
- Ormesinda. Episodio de la historia de Cataluña (1876)
- Judit de Welph (1882)
- La cartomancera: narración de un suceso verdadero (1886)
- El señorío de Vilarnau o Los últimos restos de una noble familia (1886)
- Un anillo de Zafir (1886)
- La institutriz (1886)
- Una madre como hay muchas (1888)
- No más mostrador (1889)
- El convite del diablo (1891)
- Catalina (1892)
- Leyendas y Tradiciones (1894)[13]
- Escenas de la vida íntima. El mochuelo (1896)
- La cuadra de Malvehí o El orgullo de un nombre (1897)
- La gitana de los Pirineos
- Una herencia
- La condesa Margarita
- La maza de San Benito

### En català
- La senyora Elena (1892)
- Lo senyor Lluch (1893)
- Judit de Welp (1894)
- La cuadra de Vilarnau (1895)
- Catalina (1896)
- L’hereu de la casa cremada (1897)
- Lo baró de Santa Julia (1899)
- La tertulia de la senyora Pepa (1899)
- Una dona com no n’hi ha gaires (1900)